# Теоклит Папайоану
Теоклит (на гръцки: Θεόκλητος, Теоклитос) е гръцки духовник, епископ на Вселенската патриаршия.

## Биография
Роден е в 1840 година в мъгленското село Пребъдище със светското име Папайоану (Παπαϊωάννου). Учи в родното си село, в Негуш и в Бер. С протекцията на митрополит Теоклит Берски учи в Семинарията на Халки. В 1865 година е ръкоположен за дякон в църквата „Христос Спасител“ в Галата. Завършва Семинарията в 1866 година. Служи като учител и проповедник във Воден четири учебни години от 1865 до 1869 година. От 1869 учи във Философския факултет на Атинския университет, който завършва в 1873 година. След завършването си работи като директор на гръцкото училище във Воден (1873 - 1874) и като директор на Централното гръцко училище в Солун (1874 - 1877), като същевременно преподава религия в гимназията и в педагогическото училище, ръководено от Харисиос Папамарку.
На 5 март 1877 година Теоклит е ръкоположен за йерисовски и светогорски епископ.
На 5 март 1879 година става поленински епископ. В епархията Теоклит продължава водената от предшественика му Мелетий Византийски борба срещу българското просветно дело. В 1880 година по заповед на Теоклит турски заптиета пребиват учителя в Гавалянци, защото преподавал на български език. Отново по искане на Теоклит кукушкият каймакамин затваря църквите в Мачуково, Сехово, Мързенци, Богородица и други села, тъй като не признават Патриаршията. Владиката използва каймакамина за терор над българските селяни, които отказват да му плащат владичина. Владиката наклеветява като революционер стария български деец Атанас Кушували, който е арестуван многократно и тормозен.
Като поленински епископ в Дойран и Кукуш Теоклит остава до 27 септември 1885 година, когато става последен епископ на Петренската епархия в Олимп до закриването на епископията в 1896 година. След това Теоклит е китроски епископ от 23 август 1896 година. На 20 януари 1904 година подава оставка, която е приета от Светия синод на 18 февруари.
Умира във Воден в септември 1907 година.